# Ferdinand von Richthofen

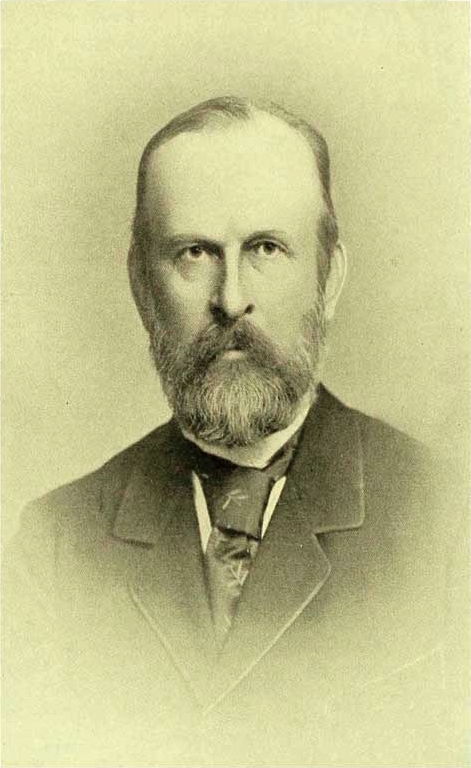
Ferdinand von Richthofen

Paul Wilhelm Ferdinand Freiherr von Richthofen (Carlsruhe (tegenwoordig Pokój) (Silezië), 5 mei 1833 – Berlijn, 6 oktober 1905), ook wel bekend als de baron van Richthofen, was een Duits ontdekkingsreiziger, geoloog en geograaf. Hij wordt wel gezien als stichter van de geomorfologie, verkende en beschreef China en is de bedenker van de term zijderoute voor de handelsroute tussen China en het westen.
Ferdinand von Richthofen was een oom van Manfred von Richthofen, een oorlogspiloot uit de Eerste Wereldoorlog die de bijnaam rode baron kreeg.

## Biografie
Von Richthofen studeerde geologie in Breslau (tegenwoordig Wrocław) en Berlijn. Hij promoveerde in 1856 en deed daarna geologisch onderzoek in Zuid-Tirol en Transsylvanië.
Van 1860 tot 1872 maakte Von Richthofen onderzoeksreizen door Azië en Noord-Amerika. Als lid van een Pruisische handelsdelegatie onder Friedrich Albrecht zu Eulenburg bezocht Von Richthofen van 1860 tot 1862 achtereenvolgens Ceylon (tegenwoordig Sri Lanka), Japan, Formosa (tegenwoordig Taiwan), de Filipijnen, Borneo en Java. Op Java ontmoette hij de natuurvorser Franz Junghuhn, met wie hij een expeditie door de binnenlanden hield om de geografie en geologie van het eiland te bestuderen. Aansluitend reisde hij overland van Bangkok tot Mulmen in Bengalen. Zijn plan om vanaf Calcutta door Centraal-Azië terug naar Europa te reizen moest hij opgeven.
Von Richthofen reisde in 1862 naar de Verenigde Staten, om in Californië en de Sierra Nevada het voorkomen van ertsen in vulkanische gesteente te bestuderen. In 1868 keerde hij terug naar Azië om in opdracht van de kamers van koophandel van Californië en Shanghai het keizerrijk China in kaart te brengen. Von Richthofen trok vier jaar lang door China, daarbij dertien van de toenmalige achttien provincies bezoekende. Hij bracht de geografie en natuur van China in kaart, door de samenhang tussen gesteentesoort, landvorm, klimaat, de flora en fauna, het landgebruik en de plaatselijke economie en cultuur nauwkeurig te beschrijven. Het belangrijkste doel van de expedities was echter vast te stellen waar in China winbare hoeveelheden steenkool te vinden waren.
In oktober 1871 reisde Von Richthofen vanaf Peking over Taiyuan langs de rivier de Fen He naar Xi'an, door de Qinling Shan en Daba Shan naar Chengdu met als doel Kanton. De expeditie werd echter bij Chengdu overvallen en beroofd, waarna Von Richthofen besloot de reis af te breken. Over Luzhou en Chongqing reisde hij over de Jangtsekiang naar Shanghai.
Na zijn terugkeer uit China werd Von Richthofen president van het Berliner Gesellschaft für Erdkunde, in welke functie hij pleitte voor de Duitse kolonisatie van China, onder andere door een brief aan Otto von Bismarck. In 1875 werd hij hoogleraar aan de Humboldt-Universiteit in Berlijn, vanaf 1877 aan de universiteit van Bonn, vanaf 1883 aan de universiteit van Leipzig en vanaf 1886 weer in Berlijn. Onder zijn studenten bevonden zich onder andere Sven Hedin, Alfred Philippson, Arthur Berson en Wilhelm Sievers.

## Werk
Von Richthofen publiceerde zijn geologische, geografische, etnologische en economische beschrijving van China in drie delen. Het eerste deel beschrijft de gebergten en geologie van Azië, het tweede deel Noord-China en Zuid-China in het derde deel (dat hij niet kon afmaken). Hij was de eerste die grootschalig de geologie van China in kaart bracht, de Chinese steenkoolvoorkomens beschreef en de Noord-Chinese löss beschreef.
Von Richthofen zag de geografie niet anders dan andere wetenschappen. Hij vond dat zowel morfologische beschrijvingen als bestudering van ontstaanswijzen een vast onderdeel van de geografische studie horen te zijn. De geografie kon volgens hem opgesplitst worden in drie gebieden:
- corografie is het vergaren van gegevens over een bepaald gebied;
- algemene geografie (verdeeld in fysische geografie, biogeografie en antropogeografie) analyseert deze gegevens en classificeert ze vanuit een thematische invalshoek;
- correlatiegeografie ten slotte verklaart en reconstrueert de verbanden en verschijnselen die samen in het gebied voorkomen.

## Erkenning
Het gebergte Qilian Shan dat West-China van het Tibetaans Hoogland scheidt, werd naar Von Richthofen genoemd. Hoewel deze naam tot het begin van de 20e eeuw in het Westen gebruikt is, gebruikt men tegenwoordig weer de Chinese naam.
Von Richthofen ontving in 1892 de Wollaston Medal van de Geological Society.